# The Smile
The Smile est un groupe de rock anglais composé de deux membres de Radiohead : Thom Yorke (chant, guitare, basse, claviers) et Jonny Greenwood (guitare, basse, claviers) et du batteur de Sons of Kemet, Tom Skinner. Ils sont produits par Nigel Godrich, producteur de longue date de Radiohead. Ils intègrent des éléments de post-punk, de rock progressif, d'afrobeat et de musique électronique.
The Smile s'est formé en 2020 durant les confinements liés au COVID-19 et a fait ses débuts publics surprise dans une performance diffusée par Glastonbury Festival en mai 2021. Début 2022, ils ont sorti six singles et se sont produits pour la première fois devant un public lors de trois spectacles à Londres en janvier, qui ont été diffusés en direct. En mai 2022, The Smile sort son premier album, A Light for Attracting Attention, et entame une tournée internationale.

## Histoire

### 2020-2021: Formation et premières années
Jonny Greenwood a déclaré que The Smile venait de son désir de travailler avec Thom Yorke pendant le confinement du COVID-19. Il a déclaré: « Nous n'avions pas beaucoup de temps, mais nous voulions juste terminer quelques chansons ensemble. Ça a été très aléatoire, mais c'était une façon heureuse de faire de la musique ». Ils ont enrôlé le batteur Tom Skinner, qui a joué avec des artistes comme le groupe de jazz Sons of Kemet,. The Smile est produit par Nigel Godrich, le producteur de longue date de Radiohead. Le groupe tire son nom du titre d'un poème de Ted Hughes. Yorke a dit que ce n'était « pas le sourire comme dans ‘ahh’, mais plutôt ‘le sourire’ comme le gars qui vous ment tous les jours »,

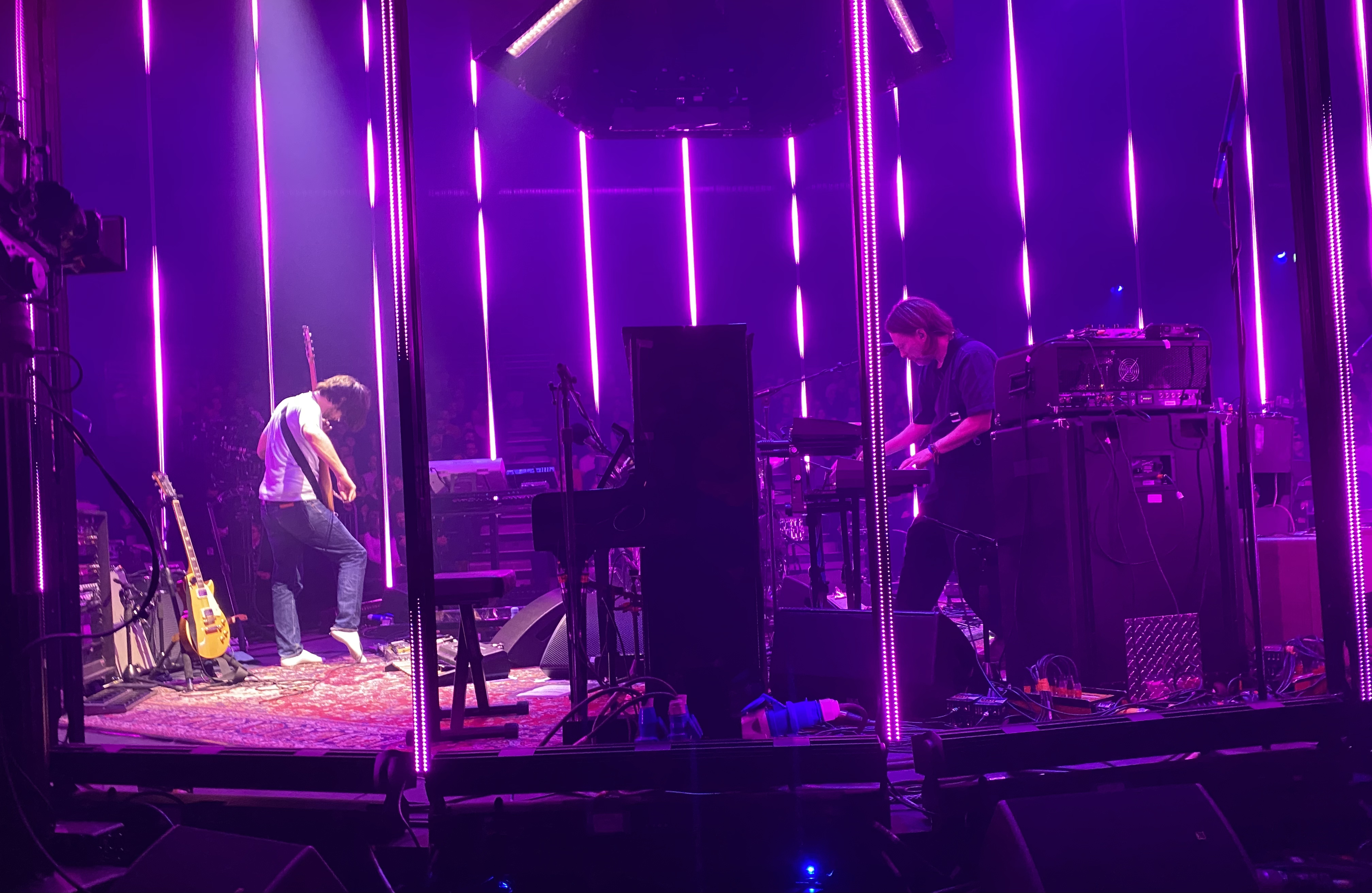
The Smile en concert au Magazine, Londres, en janvier 2022

The Smile a fait ses débuts publics dans une performance surprise pour la vidéo de concert Live at Worthy Farm, produit par Glastonbury Festival et diffusé le 22 mai 2021. La performance a été enregistrée en secret plus tôt dans la semaine et annoncée le jour de la diffusion. Le groupe a interprété huit chansons, avec Yorke et Greenwood à la guitare, à la basse, au synthétiseur Moog et au piano Rhodes.
En juillet 2021, Godrich a déclaré que The Smile avait enregistré un album. Il l'a décrit comme « une juxtaposition intéressante de choses, mais qui ont du sens ». En septembre, Greenwood a déclaré que le groupe était encore en train de décider quoi inclure sur l'album et qu'il était « presque terminé » Le magazineDIY a nommé l'album l'un de leurs plus attendus de l'année, spéculant qu'il reviendrait à « la musique décousue et angoissée » des premiers travaux de Radiohead.
Yorke a interprété une chanson de The Smile, Free in the Knowledge, lors de l'événement Letters Live au Royal Albert Hall de Londres en octobre 2021. Les 29 et 30 janvier 2022, The Smile s'est produit pour la première fois devant un public lors de trois spectacles visionnables en streaming payant au Magazine, Londres, qui ont été diffusés en direct Le groupe a joué avec le public tout autour et a fait ses débuts sur plusieurs morceaux, dont Speech Bubbles, A Hairdryer, Waving a White Flag et The Same. Les spectacles comprenaient également des performances de Open the Floodgates, que Yorke a joué pour la première fois en 2010, et une reprise du single de 1979 de Joe Jackson It's Different for Girls.
Dans NME, James Balmont a donné quatre sur cinq à l'émission Smile's London, la décrivant comme « un truc méticuleux et captivant ». Dans le Guardian, Kitty Empire lui a donné quatre sur cinq, écrivant que « les Smile sont plus convaincants musicalement quand ils s'éloignent de Radiohead », tandis que le critique en chef Alexis Petridis lui en a donné trois, disant que c'était « une performance intrigante plutôt qu’éblouissante, envoûtante par intermittence, remplie d’idées fascinantes qui ne convergent pas toujours ».

### 2022:A Light for Attracting Attention
Le 20 avril 2022, The Smile a annoncé son premier album, A Light for Attracting Attention. Il est sorti numériquement via XL Recordings le 13 mai 2022, avec une sortie physique prévue pour le 17 juin. The Smile a également sorti la chanson Free in the Knowledge, avec un clip vidéo réalisé par Leo Leigh. A Light for Attracting Attention received a été acclamée le critique de Pitchfork Ryan Dombal a écrit que c'était « instantanément, incontestablement le meilleur album à ce jour par un projet parallèle de Radiohead ». Il a atteint la cinquième place du UK Albums Chart .
Le premier single, « You Will Never Work in Television Again », est sorti sur les plateformes de streaming le 5 janvier 2022,. Il a été suivi de The Smoke le 27 janvier, Skrting on the Surface le 17 mars, Pana-vision le 3 avril, et Thin Thing le 9 mai . Le 16 mai, le Smile a commencé une tournée européenne, notamment en France puis une tournée nord-américaine à suivre en novembre. La tournée comprenait des performances de la sortie de Light for Attracting Attention Just Eyes and Mouth, du single Feeling Pulled Apart By Horses de Yorke en 2009 et de nouveaux documents écrits,.

#### Critiques francophones
- Télérama écrit : « The Smile, trio formé avec Jonny Greenwood, guitariste et seconde force créatrice de Radiohead, et Tom Skinner, batteur de jazz (Sons of Kemet), est une divine surprise »[35]
- Pour Mowno : « Ce très réussi A Light For Attracting Attention est une pierre de plus – bien que différente – s’ajoutant à l’édifice musical construit par Thom Yorke et sa bande »[36]
- Pour le canal auditif : « A Light For Attracting Attention est le meilleur long format conçu par l’une des composantes de Radiohead depuis… In Rainbows »[37]
- Pour les oreilles curieuses : « The Smile réunit donc ce côté hétéroclite qui avait fait de Hail To The Thief un disque imparable, de The King of Limbs un disque à part pour expérimentations abruptes et d’A Moon Shaped Pool un disque délicat et minutieusement arrangé. Sans oublier pour autant la patte de Tom Skinner qui ajoute un soupçon de jazz et de funk à travers ces instrumentations épurées et riches notables pour cette cohésion et cette densité indéniables faisant de ce A Light For Attracting Attention une œuvre absolument remarquable »[38]
- Marianne écrit : « Le résultat sonne très exactement comme du Radiohead – c’est-à-dire très bien –, et même comme une synthèse de Radiohead. »[39]
- Lorient le jour écrit : « « Une lumière pour attirer l’attention » : on ne pouvait trouver meilleur titre pour ce disque, un des plus séduisants de l’année. »

#### Critiques anglophones
Consequence a écrit que The Smile incorpore des éléments de post-punk, de proto-punk et de math rock. Pitchfork les a comparés aux « sensibilités rock vintage » de Radiohead, avec un « léger rebond à la batterie de Skinner » et « une agression inconnue de Greenwood dans la ligne de basse ». Le critique du Guardian, Alexis Petridis, a déclaré que The Smile « ressemblait à une version à la fois plus squelettique et plus noueuse de Radiohead », explorant des influences de rock progressif avec des signatures temporelles inhabituelles, des riffs complexes et un psychédélisme motorisé « dur au volant ». Kitty Empire a noté des éléments Afrobeat dans Just Eyes and Mouth et une influence de la musique électronique et de la musique conceptuelle des années 1960 dans Open the Floodgates et The Same. Passant en revue You Will Never Work in Television Again, le critique de Pitchfork Jayson Greene l'a décrit comme un « numéro de rock brut » rappelant l'album The Bends de Radiohead en 1995 .

## Membres
- Jonny Greenwood – guitare, basse, claviers, piano, harpe
- Tom Skinner - batterie, percussions, claviers, chœurs
- Thom Yorke – chant, basse, guitare, claviers, piano

## Discographie

### Album studio
| Titre                            | Détails de l'album | Positions maximales dans les classements musicaux | Positions maximales dans les classements musicaux | Positions maximales dans les classements musicaux | Positions maximales dans les classements musicaux | Positions maximales dans les classements musicaux | Positions maximales dans les classements musicaux | Positions maximales dans les classements musicaux | Positions maximales dans les classements musicaux | Positions maximales dans les classements musicaux | Positions maximales dans les classements musicaux |
| Titre                            | Détails de l'album | ROYAUME-UNI                                       | ROYAUME-UNI Indé                                  | AUS                                               | BEL (FL)                                          | IRLANDE                                           | NLD                                               | Nouvelle-Zélande                                  | Etats-Unis                                        | Etats-Unis Indé                                   | Etats-Unis Rock                                   |
| -------------------------------- | --- | ------------------------------------------------- | ------------------------------------------------- | ------------------------------------------------- | ------------------------------------------------- | ------------------------------------------------- | ------------------------------------------------- | ------------------------------------------------- | ------------------------------------------------- | ------------------------------------------------- | ------------------------------------------------- |
| A Light for Attracting Attention | - Sortie : 13 mai 2022 - Label: XL, Bandes d'auto-assistance - Formats : LP, CD, téléchargement, streaming            | 5                                                 | 1                                                 | 15                                                | 5                                                 | 11                                                | 3                                                 | 32                                                | 19                                                | 2                                                 | 2                                                 |
| Wall of Eyes                     | - Sortie : 26 janvier 2024 - Label : XL - Formats : LP, CD, téléchargement, streaming - Producteur : Sam Petts-Davies | 3                                                 | 2                                                 | 7                                                 | 4                                                 | 2                                                 | 2                                                 | 6                                                 | 42                                                | 5                                                 | 7                                                 |
| Cutouts                          | Sortie : 4 octobre 2024                                                                                               |                                                   |                                                   |                                                   |                                                   |                                                   |                                                   |                                                   |                                                   |                                                   |                                                   |

### Singles
| Titre                                   | Année | Album                            |
| --------------------------------------- | ----- | -------------------------------- |
| You Will Never Work in Television Again | 2022  | A Light for Attracting Attention |
| The Smoke                               | 2022  | A Light for Attracting Attention |
| Skrting on the Surface                  | 2022  | A Light for Attracting Attention |
| Pana-vision                             | 2022  | A Light for Attracting Attention |
| Free in the Knowledge                   | 2022  | A Light for Attracting Attention |
| Thin Thing                              | 2022  | A Light for Attracting Attention |
| Bending Hectic                          | 2023  | Wall Of Eyes                     |
| Wall of Eyes                            | 2023  | Wall Of Eyes                     |
| Friend of a Friend                      | 2024  | Wall Of Eyes                     |
| Don't Get Me Started                    | 2024  | Cutouts                          |
| Zero Sum                                | 2024  | Cutouts                          |
| Foreign Spies                           | 2024  | Cutouts                          |